# Ратников, Даниил
Даниил Сергеевич Ратников (эст. Daniil Ratnikov; 10 февраля 1988, Таллин, Эстонская ССР, СССР) — эстонский футболист, полузащитник.

## Карьера
Отец футболиста Сергей Ратников — известный эстонский футболист и тренер. Именно он привёл в футбол своего сына.
Первой командой Даниила Ратникова был таллинский «ТФМК», который тогда тренировал его отец. В составе клуба полузащитник стал чемпионом Эстонии. Также на родине хавбек выступал за «Мааг-Таммеку», «Нарву-Транс» и «Калев» (Таллин). Все эти команды в то время тренировал Ратников-старший.
В 2010—2011 гг. футболист играл в чемпионате Болгарии за «Черно море».
В 2012 году Даниил Ратников вернулся в Эстонию. С 2013 года он являлся одним из лидеров силламяэнского «Калева».
Брат Даниила Эдуард также является футболистом.

## Достижения
- Чемпион Эстонии (1): 2005
- Серебряный призёр Чемпионата Эстонии (1): 2004
- Бронзовый призёр Чемпионата Эстонии (1): 2009